# Zwycięstwo (film 1969)
Zwycięstwo (ang. Winning) – amerykański dramat sportowy w reżyserii Jamesa Goldstone'a wydany 22 maja 1969 roku. Zdjęcia kręcono w stanach Kalifornia, Indiana i Wisconsin.
Film zarobił 14 644 335 dolarów amerykańskich.

## Fabuła
Frank Capua (Paul Newman) jest rosnącą gwiazdą wyścigów samochodowych. Jego marzeniem jest wygranie słynnego wyścigu Indianapolis 500. Jednak aby spełnić swoje marzenie ryzykuje utratę żony na rzecz swojego rywala i pogorszeniem się relacji ze swoim przybranym synem.

## Osada
Źródło: Filmweb

- Paul Newman – Frank Capua
- Joanne Woodward – Elora Capua
- Robert Wagner – Luther Erding
- Richard Thomas – Charley Capua
- David Sheiner – Leo Crawford
- Clu Gulager – mechanik Larry
- Barry Ford – Bottineau
- Karen Arthur – panna Dairy Queen